# Немое кино (фильм)
«Немое кино» (англ. Silent Movie) — американский кинофильм 1976 года. Комедия-пародия, созданная по канонам немого кино. Главные роли исполняют режиссёр картины Мел Брукс, Дом Делуиз и Марти Фельдман. Четыре номинации на премию «Золотой глобус», в том числе за лучший комедийный фильм года. Брукс считает «Немое кино» своим лучшим фильмом в карьере.

## Сюжет
Кинорежиссёр Мел Фанн (Мел Брукс), который только что избавился от тяжелого алкоголизма и находится на грани разорения, хочет вернуться на съёмочную площадку. Со своими помощниками Марти Эггсом (Марти Фельдман) и Домом Беллом (Дом Делуиз) он «пробивает» на студии «Большущие фильмы» идею снять немую кинокомедию. Студия тоже находится на грани разорения и хватается за предложение Мела, как за последнюю возможность остаться на плаву и не оказаться в когтях нью-йоркского конгломерата «Хватай и Тикай». Конгломерат тоже находится на грани разорения и бросает все силы на то, чтобы помешать Мелу начать съёмки.

## В ролях
- Мел Брукс — Мел Фанн
- Дом Делуиз — Дом Бэлл
- Марти Фельдман — Марти Эггс
- Сид Сизар — Шеф
- Бернадетт Питерс — Вилма Каплан
- Гарольд Гулд — Ингалф
- Рон Кэри — Девур
- Чарли Каллас — слепой
- Фриц Фельд — метрдотель
- Доди Гудмен — туристка (в титрах не указана)

В роли самих себя
- Бёрт Рейнольдс
- Джеймс Каан
- Лайза Миннелли
- Энн Бэнкрофт
- Пол Ньюман
- Марсель Марсо

## Факты
- В фильме произнесено одно лишь слово — этим словом «Non!» знаменитый мим Марсель Марсо отвечает на предложение Мела Фанна сняться в его фильме.
- В фильме в эпизодах в роли самих себя снялись звёзды мирового кинематографа: Пол Ньюман, Лайза Миннелли, Бёрт Рейнольдс, Джеймс Каан и Энн Бэнкрофт (жена режиссёра). В некоторых случаях в эпизодах с их участием обыгрываются известные увлечения этих звёзд — например, эпизод с Полом Ньюманом пародирует его страсть к автомобильным гонкам (Пол Ньюман со сломанной во время гонок ногой устраивает в госпитале гонки на инвалидных колясках).
- В фильме обыграны некоторые приёмы и знаменитые эпизоды немых фильмов 1910-х — 1920-х годов, а также типичная для эпохи немого кино манера называть постоянных персонажей актёров реальными именами исполнителей.
- Первоначально режиссёр планировал сделать фильм абсолютно без звука, но руководство студии настояло, и в картине зазвучала закадровая музыка.
- Фильм попал в Книгу рекордов Гиннесса как звуковая картина с наименьшим числом реплик.